# 34 Цирцея
34 Цирцея (34 Circe) — астероїд головного поясу, його відкрив французький астроном Ж. Шакорнак 6 квітня 1855 року і назвав на честь Цирцеї, чарівної цариці острова Егейського моря в грецькій міфології.
Спектр цього об'єкта відповідає астероїду С-типу, що вказує на вуглецевий склад. Він має розмір у перерізі 113 км і обертається навколо Сонця з періодом 4,40 року. Фотометричні спостереження цього астероїда, проведені протягом 2007 року в обсерваторії Орган-Меса в Лас-Крусес, штат Нью-Мексико, дали асиметричну бімодальну криву блиску з періодом 12,176 ± 0,002 години та зміною яскравості 0,17 ± 0,02 зоряної величини. У спектрах астероїда є ознаки впливу водих змін.
Тіссеранів параметр щодо Юпітера — 3,360.